# Premi Oscar 2024

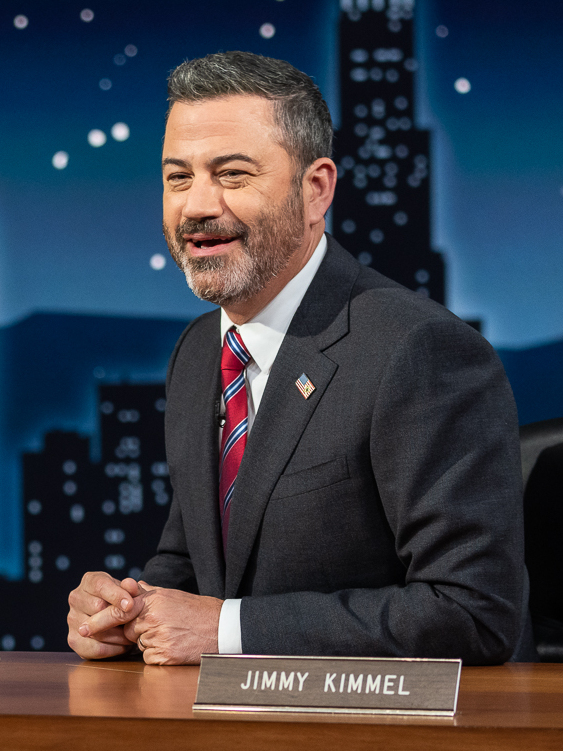
Il presentatore della serata Jimmy Kimmel.

La 96ª edizione dei premi Oscar si è tenuta a Los Angeles al Dolby Theatre il 10 marzo 2024 ed è nuovamente stata presentata da Jimmy Kimmel, tornato alla conduzione del celebre evento per la quarta volta dopo le edizioni del 2017, 2018 e 2023.
Le candidature sono state annunciate il 23 gennaio 2024 al Samuel Goldwyn Theatre di Beverly Hills.
Il 9 gennaio 2024, durante la cerimonia dei Governors Awards, sono stati annunciati i premi speciali.
Il film più premiato è stato Oppenheimer, con 7 statuette vinte su un totale di 13 nomination, compresi i premi alla miglior regia e al miglior film.

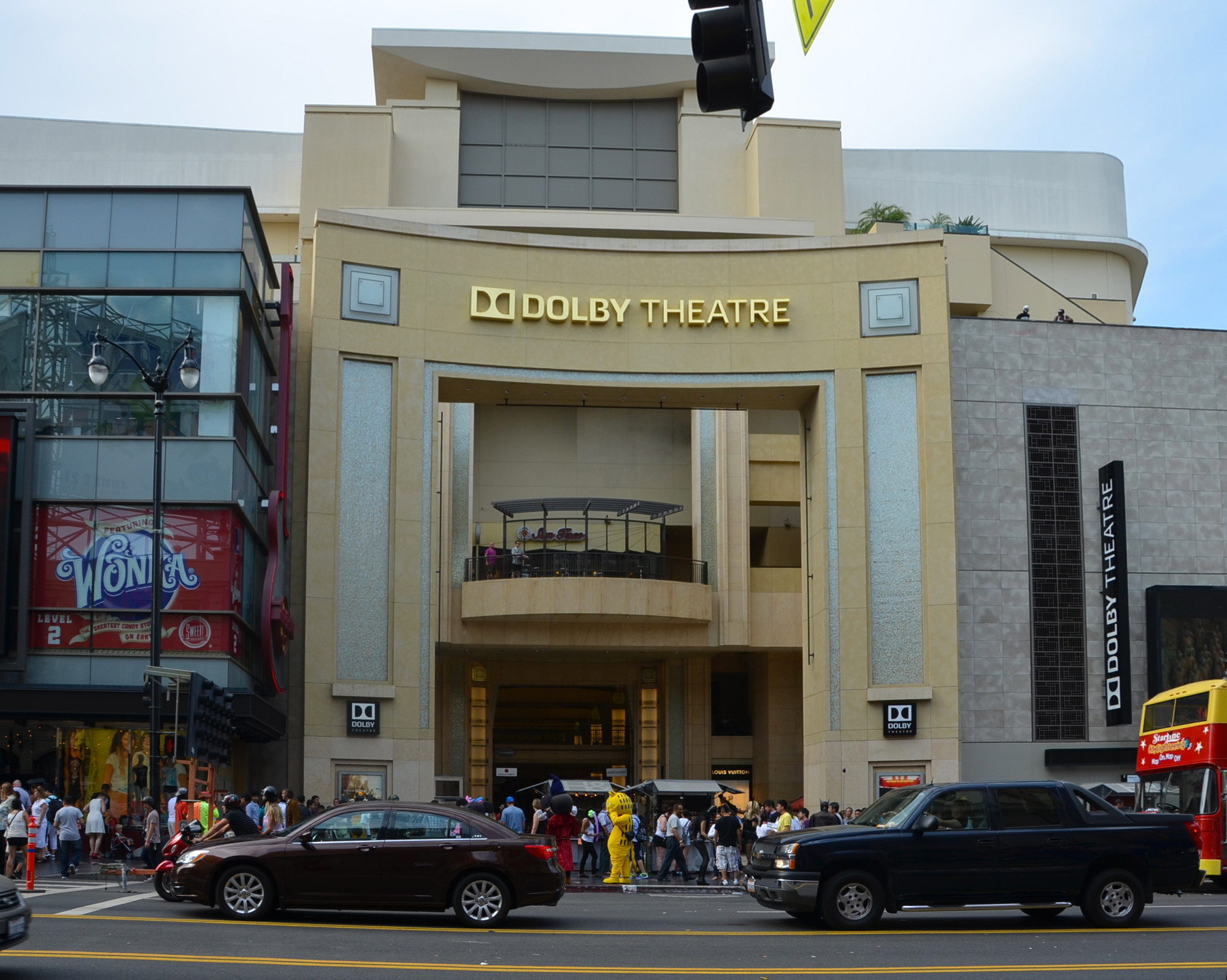
Il Dolby Theatre a Hollywood

## Vincitori e candidati
Vengono di seguito indicati in grassetto i vincitori. Ove ricorrente e disponibile, viene indicato il titolo in lingua italiana e quello in lingua originale tra parentesi.

### Miglior film
- Oppenheimer, regia di Christopher Nolan
- American Fiction, regia di Cord Jefferson
- Anatomia di una caduta (Anatomie d'une chute), regia di Justine Triet
- Barbie, regia di Greta Gerwig
- The Holdovers - Lezioni di vita (The Holdovers), regia di Alexander Payne
- Killers of the Flower Moon, regia di Martin Scorsese
- Maestro, regia di Bradley Cooper
- Past Lives, regia di Celine Song
- Povere creature! (Poor Things), regia di Yorgos Lanthimos
- La zona d'interesse (The Zone of Interest), regia di Jonathan Glazer

### Miglior regista
- Christopher Nolan - Oppenheimer
- Justine Triet - Anatomia di una caduta (Anatomie d'une chute)
- Martin Scorsese - Killers of the Flower Moon
- Yorgos Lanthimos - Povere creature! (Poor Things)
- Jonathan Glazer - La zona d'interesse (The Zone of Interest)

### Miglior attore
- Cillian Murphy - Oppenheimer
- Bradley Cooper - Maestro
- Colman Domingo - Rustin
- Paul Giamatti - The Holdovers - Lezioni di vita (The Holdovers)
- Jeffrey Wright - American Fiction

### Miglior attrice
- Emma Stone - Povere creature! (Poor Things)
- Annette Bening - Nyad - Oltre l'oceano (Nyad)
- Lily Gladstone - Killers of the Flower Moon
- Sandra Hüller - Anatomia di una caduta (Anatomie d'une chute)
- Carey Mulligan - Maestro

### Miglior attore non protagonista
- Robert Downey Jr. - Oppenheimer
- Sterling K. Brown - American Fiction
- Robert De Niro - Killers of the Flower Moon
- Ryan Gosling - Barbie
- Mark Ruffalo - Povere creature! (Poor Things)

### Miglior attrice non protagonista
- Da'Vine Joy Randolph - The Holdovers - Lezioni di vita (The Holdovers)
- Emily Blunt - Oppenheimer
- Danielle Brooks - Il colore viola (The Color Purple)
- America Ferrera - Barbie
- Jodie Foster - Nyad - Oltre l'oceano (Nyad)

### Miglior sceneggiatura non originale
- Cord Jefferson - American Fiction
- Greta Gerwig e Noah Baumbach - Barbie
- Christopher Nolan - Oppenheimer
- Tony McNamara - Povere creature! (Poor Things)
- Jonathan Glazer - La zona d'interesse (The Zone of Interest)

### Miglior sceneggiatura originale
- Justine Triet e Arthur Harari - Anatomia di una caduta (Anatomie d'une chute)
- David Hemingson - The Holdovers - Lezioni di vita (The Holdovers)
- Bradley Cooper e Josh Singer - Maestro
- Samy Burch e Alex Mechanik - May December
- Celine Song - Past Lives

### Miglior film internazionale
- La zona d'interesse (The Zone of Interest), regia di Jonathan Glazer (Regno Unito, Polonia)
- Io capitano, regia di Matteo Garrone (Italia)
- Perfect Days, regia di Wim Wenders (Giappone, Germania)
- La società della neve (La sociedad de la nieve), regia di Juan Antonio Bayona (Spagna)
- La sala professori (Das Lehrerzimmer), regia di İlker Çatak (Germania)

### Miglior film d'animazione
- Il ragazzo e l'airone (君たちはどう生きるか?, Kimi-tachi wa dō ikiru ka), regia di Hayao Miyazaki
- Spider-Man: Across the Spider-Verse, regia di Joaquim Dos Santos, Kemp Powers e Justin K. Thompson
- Elemental, regia di Peter Sohn
- Nimona, regia di Nick Bruno e Troy Quane
- Il mio amico robot, regia di Pablo Berger

### Miglior fotografia
- Hoyte van Hoytema - Oppenheimer
- Edward Lachman - El Conde
- Rodrigo Prieto - Killers of the Flower Moon
- Matthew Libatique - Maestro
- Robbie Ryan - Povere creature! (Poor Things)

### Miglior scenografia
- James Price, Shona Heath e Zsuzsa Mihalek - Povere creature! (Poor Things)
- Sarah Greenwood e Katie Spencer - Barbie
- Jack Fisk e Adam Willis - Killers of the Flower Moon
- Arthur Max e Elli Griff - Napoleon
- Ruth De Jong e Claire Kaufman - Oppenheimer

### Migliori costumi
- Holly Waddington - Povere creature! (Poor Things)
- Jacqueline Durran - Barbie
- Jacqueline West - Killers of the Flower Moon
- Janty Yates e Dave Crossman - Napoleon
- Ellen Mirojnick - Oppenheimer

### Migliori trucco e acconciatura
- Nadia Stacey, Mark Coulier e Josh Weston - Povere creature! (Poor Things)
- Karen Hartley Thomas, Suzi Battersby e Ashra Kelly-Blue - Golda
- Kazu Hiro, Kay Georgiou e Lori McCoy-Bell - Maestro
- Luisa Abel - Oppenheimer
- Ana López-Puigcerver, David Martí e Montse Ribé - La società della neve (La sociedad de la nieve)

### Migliori effetti visivi
- Takashi Yamazaki, Kiyoko Shibuya, Masaki Takahashi e Tatsuji Nojima - Godzilla Minus One (ゴジラ-1.0)
- Jay Cooper, Ian Comley, Andrew Roberts e Neil Corbould - The Creator
- Stephane Ceretti, Alexis Wajsbrot, Guy Williams e Theo Bialek - Guardiani della Galassia Vol. 3 (Guardians of the Galaxy Vol. 3)
- Alex Wuttke, Simone Coco, Jeff Sutherland e Neil Corbould - Mission: Impossible - Dead Reckoning - Parte uno (Mission: Impossible - Dead Reckoning - Part One)
- Charley Henley, Luc Ewen, Martin Fenouillet, Simone Coco e Neil Corbould - Napoleon

### Miglior montaggio
- Jennifer Lame - Oppenheimer
- Thelma Schoonmaker - Killers of the Flower Moon
- Laurent Sénéchal - Anatomia di una caduta (Anatomie d'une chute)
- Kevin Tent - The Holdovers - Lezioni di vita (The Holdovers)
- Giōrgos Mauropsaridīs - Povere creature! (Poor Things)

### Miglior sonoro
- Tarn Willers e Johnnie Burn - La zona d'interesse (The zone of interest)
- Ian Voigt, Erik Aadahl, Ethan Van Der Ryn, Tom Ozanich e Dean Zupancic - The Creator
- Steven A. Morrow, Richard King, Jason Ruder, Tom Ozanich e Dean Zupancic - Maestro
- Chris Munro, James H. Mather, Chris Burdon e Mark Taylor - Mission: Impossible - Dead Reckoning - Parte uno (Mission: Impossible - Dead Reckoning - Part One)
- Willie Burton, Richard King, Gary A. Rizzo e Kevin O'Connell - Oppenheimer

### Miglior colonna sonora originale
- Ludwig Göransson - Oppenheimer
- Laura Karpman - American Fiction
- John Williams - Indiana Jones e il quadrante del destino (Indiana Jones and the Dial of Destiny)
- Robbie Robertson - Killers of the Flower Moon
- Jerskin Fendrix - Povere creature! (Poor Things)

### Miglior canzone originale
- What Was I Made For? (musiche e testo di Billie Eilish e Finneas O'Connell) - Barbie
- The Fire Inside (musiche e testo di Diane Warren) - Flamin' Hot
- I'm Just Ken (musiche e testo di Mark Ronson e Andrew Wyatt) - Barbie
- It Never Went Away (musiche e testo di Jon Batiste e Dan Wilson) - American Symphony
- Wahzhazhe (A Song for My People) (musiche e testo di Scott George) - Killers of the Flower Moon

### Miglior documentario
- 20 Days in Mariupol, regia di Mstyslav Černov
- Bobi Wine: The People's President, regia di Moses Bwayo e Christopher Sharp
- The Eternal Memory, regia di Maite Alberdi
- Quattro figlie, regia di Kaouther Ben Hania
- To Kill a Tiger, regia di Nisha Pahuja

### Miglior cortometraggio documentario
- The Last Repair Shop, regia di Kris Bowers e Ben Proudfoot
- The ABCs of Book Banning, regia di Trish Adlesic, Nazenet Habtezghi e Sheila Nevins
- The Barber of Little Rock, regia di John Hoffman e Christine Turner
- Island in Between, regia di S. Leo Chiang
- Nǎi Nai & Wài Pó, regia di Sean Wang

### Miglior cortometraggio
- La meravigliosa storia di Henry Sugar (The Wonderful Story of Henry Sugar), regia di Wes Anderson
- The After, regia di Misan Harriman
- Invincible, regia di Vincent René-Lortie e Samuel Caron
- Knight of Fortune, regia di Lasse Lyskjær Noer
- Red, White and Blue, regia di Nazrin Choudhury e Sara McFarlane

### Miglior cortometraggio d'animazione
- War Is Over! Inspired by the Music of John & Yoko, regia di Dave Mullins
- Letter to a Pig, regia di Tal Kantor
- Ninety-Five Senses, regia di Jared Hess e Jerusha Hess
- Our Uniform, regia di Yegane Moghaddam
- Pachyderme, regia di Stéphanie Clément

## Premi speciali

### Oscar onorario
- Angela Bassett[5]
- Mel Brooks
- Carol Littleton

### Premio umanitario Jean Hersholt
- Michelle Satter[6]